# InterCity 125
L'InterCity 125, noto anche come High Speed Train (HST), è un convoglio ad alta velocità a trazione diesel prodotto da British Rail Engineering Limited tra il 1975 e il 1982. Deve il suo nome alla sua velocità di servizio, pari a 125 miglia orarie, ovvero circa 200 chilometri orari.

## Storia
All'inizio degli anni '60 la British Transport Commission stava studiando il potenziamento delle ferrovie britanniche migliorandone l’infrastruttura e introducendo nuovi treni veloci. Il primo di questi progetti, l'Advanced Passenger Train, soffriva di problemi di comfort e affidabilità e pertanto si decise di sviluppare un nuovo treno veloce che sostituisse l'APT finché i problemi non fossero risolti.

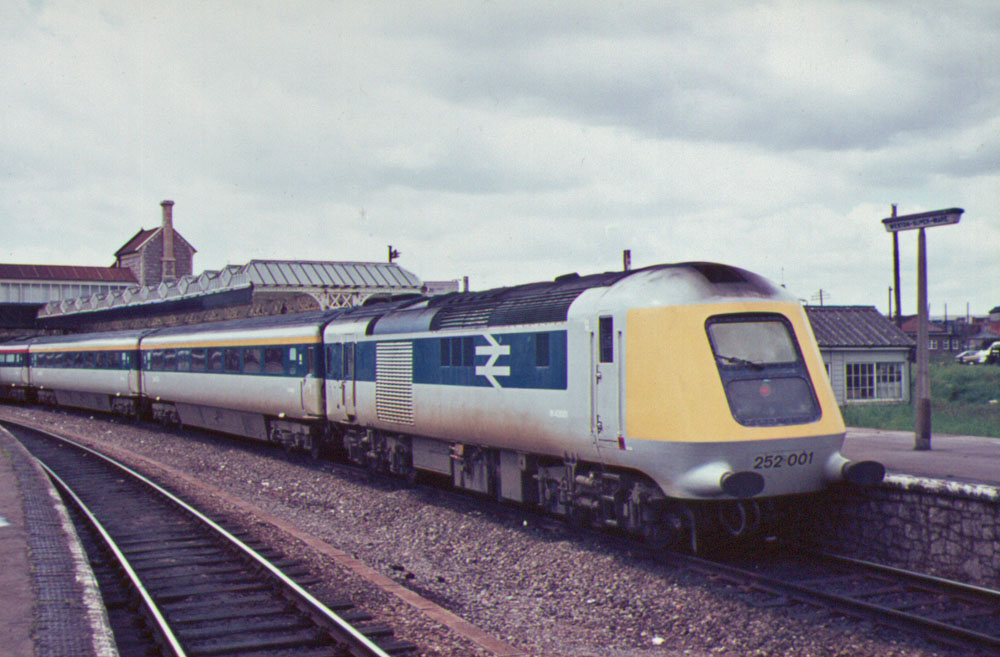
Prototipo di InterCity 125 a Weston-super-Mare nel 1975

Il primo prototipo di InterCity 125 è stato consegnato ad agosto 1972 ed era composto da due locomotive Class 41 e da sette carrozze. Il 12 giugno 1973, durante le corse prova, stabilì il record di velocità per treni alimentati a gasolio raggiungendo la velocità di 143,2 mph (230,5 km/h).
La prima motrice di serie è stata consegnata nel 1975 e rispetto a quelle dei prototipi non aveva respingenti, il gancio di trazione era coperto dalla carenatura, aveva finestrini laterali e il vetro frontale era ingrandito.
I convogli vennero classificati come Class 253 e Class 254 in base al numero di carrozze che li costituivano: i Class 253 erano formati da sette carrozze Mark 3, incrementate a otto a partire dagli anni '80, e i Class 254 da otto vetture.
Il primo convoglio è entrato in servizio il 4 ottobre 1976 tra Londra Paddington e Bristol; a maggio 1977 erano in servizio 27 Class 253 e nel maggio 1978 entrarono in servizio i primi Class 254.
Tra il 1975 e il 1982, anno in cui venne ultimata la produzione, vennero prodotti complessivamente 95 InterCity 125 e 197 locomotive Class 43. Le carrozze Mark 3 vennero prodotte in 848 esemplari dal 1975 al 1988.
Il 1º novembre 1987, durante una corsa prova, un InterCity 125 toccò la velocità di 148 mph (238 km/h), segnando il nuovo record di velocità per treni alimentati a gasolio, tuttora inviolato.

### Operatori privati
Dal 1997, in seguito alla privatizzazione delle ferrovie britanniche, l’InterCity 125 è in servizio con diverse imprese private.

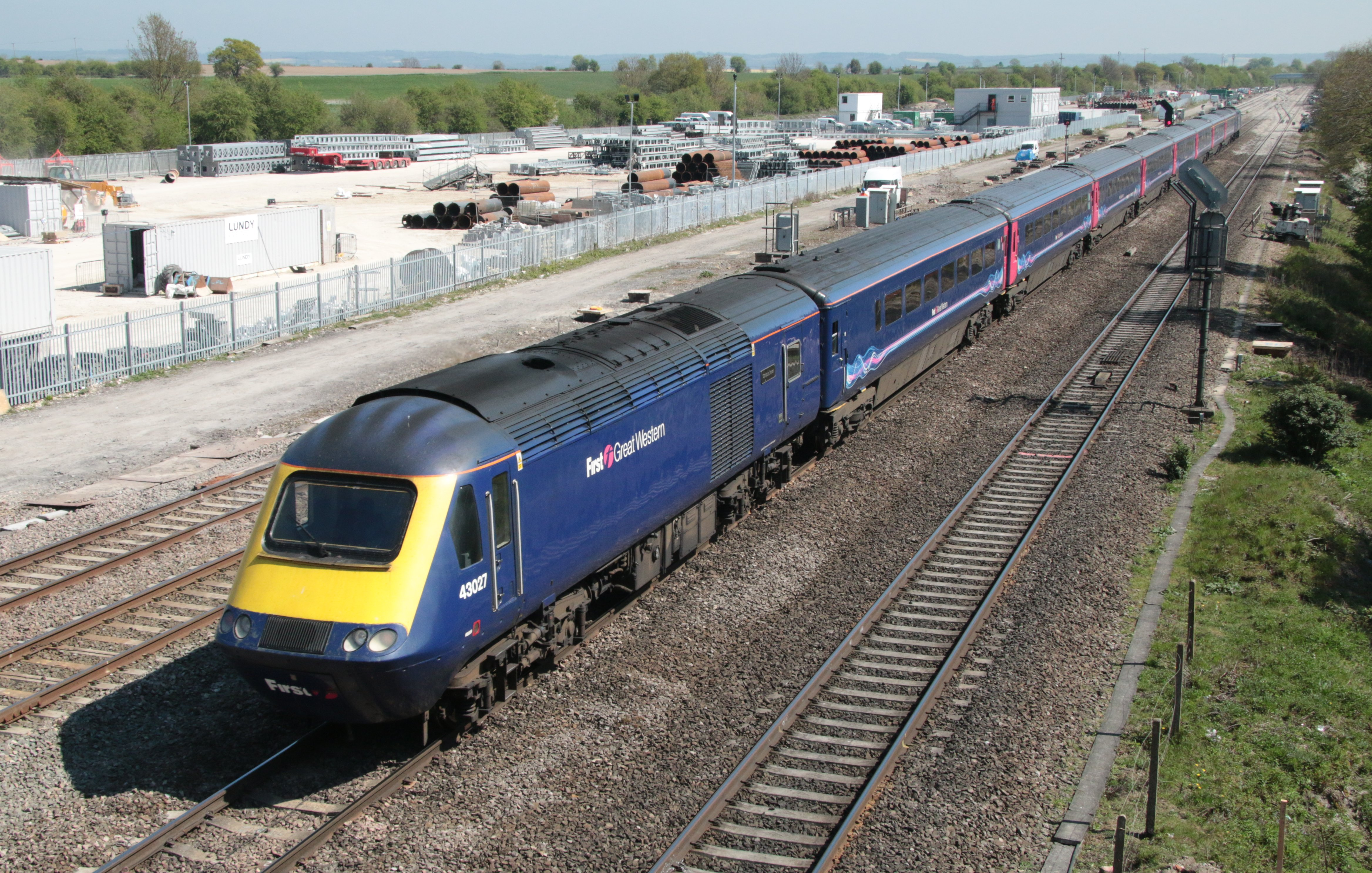
HST di First Great Western a Didcot

Nel 1998 venne fondata First Great Western, che ereditò 43 HST per operare servizi da Londra verso il Galles, l’Inghilterra occidentale e l’Inghilterra meridionale. Dal 2005 le locomotive in loro possesso sono state rimotorizzate con motori MTU e alcune carrozze di seconda classe sono state convertite in una configurazione ad alta densità; nel 2014 alcune carrozze di prima classe sono state convertite in carrozze ibride con prima e seconda classe. Entro il 2019 Great Western Railway ha dismesso tutti i suoi HST rimpiazzandoli con nuovi elettrotreni Class 800 e Class 802.
A partire dal 2002 gli HST in servizio sulla East Coast Main Line sono stati dotati di nove carrozze. Dopo la privatizzazione, i convogli sono stati presi in carico da Great North Eastern Railway e dal 2007 rimotorizzati MTU; nel 2007 la gestione del servizio è passata a National Express East Coast, che non rinnovò la concessione nel 2009 e che venne sostituita da East Coast, che ereditò i 13 HST rimasti in servizio in NXEC; nel 2015 il servizio passò a Virgin Trains East Coast, una Joint Venture tra Stagecoach Group e Virgin Trains, che operò complessivamente 14 HST e dal 2018 il servizio è affidato a London North Eastern Railway che ha operato 14 HST fino al 2019, quando li ha accantonati o venduti.
Nel 2006 Grand Central ha ricevuto 3 convogli da sei vetture che ha utilizzato sulla relazione Londra King’s Cross – Sunderland fino al 2017, quando sono stati venduti a East Midlands Trains.
Dopo la privatizzazione Midland Mainline ha operato diversi HST sulla Midland Main Line, seguita da East Midlands Railway, che ha operato 30 HST fino a quando non sono stati dismessi o ceduti nel 2021.
Sulla Cross Country Route la concessionaria Virgin CrossCountry ritirò tutti i suoi HST prima del 2004. Il successivo gestore, Arriva CrossCountry, reintrodusse in servizio 5 HST per incrementare la capacità di trasporto passeggeri. Nel 2021 l’impresa CrossCountry opera 5 HST con sette carrozze ciascuno.

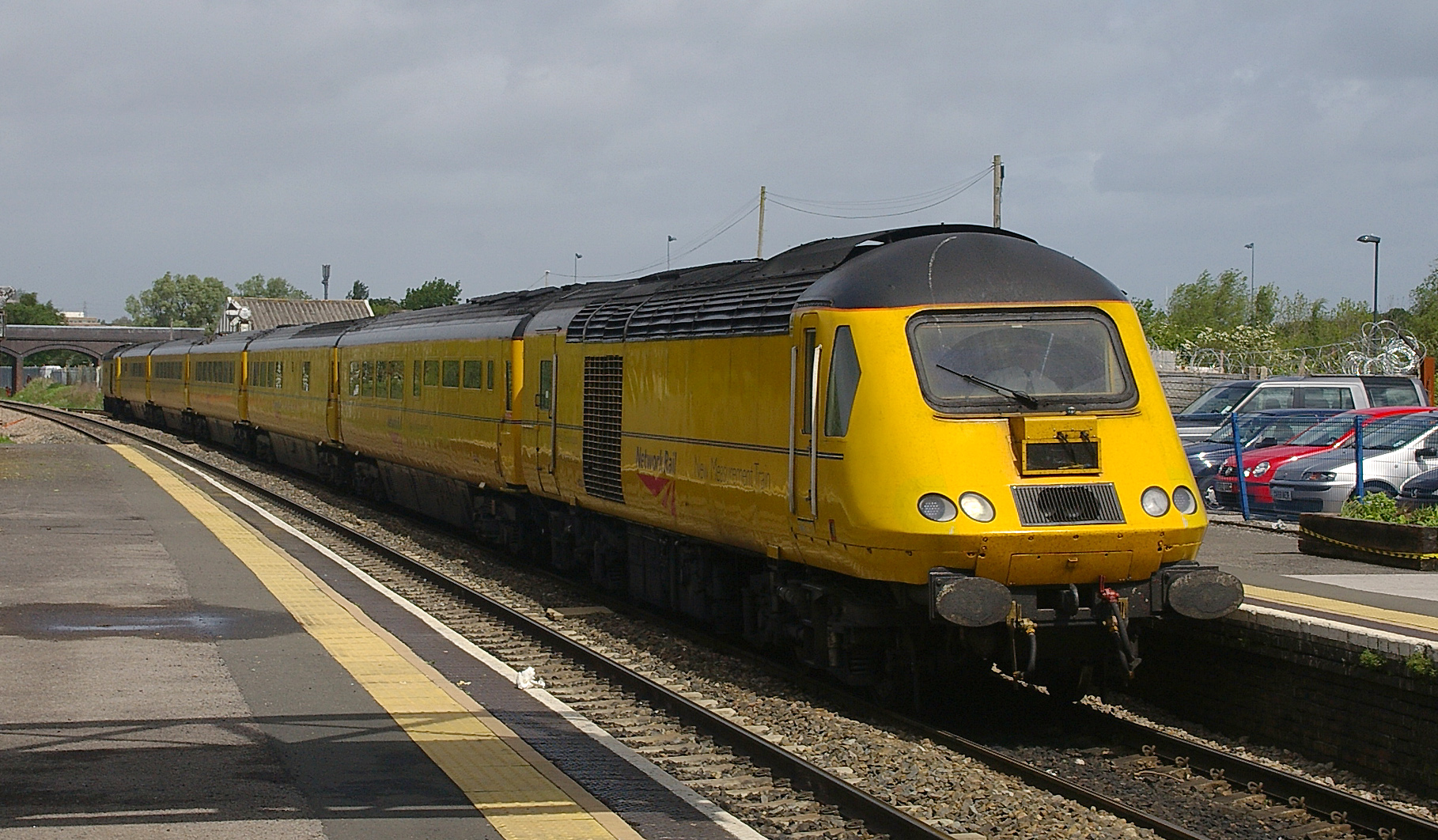
New Measurement Train in transito a Patchway con una locomotiva dotata di respingenti

Un esemplare di HST composto da quattro carrozze modificate denominato New Measurement Train (NMT) è in servizio presso Network Rail come treno diagnostico.

### Livree

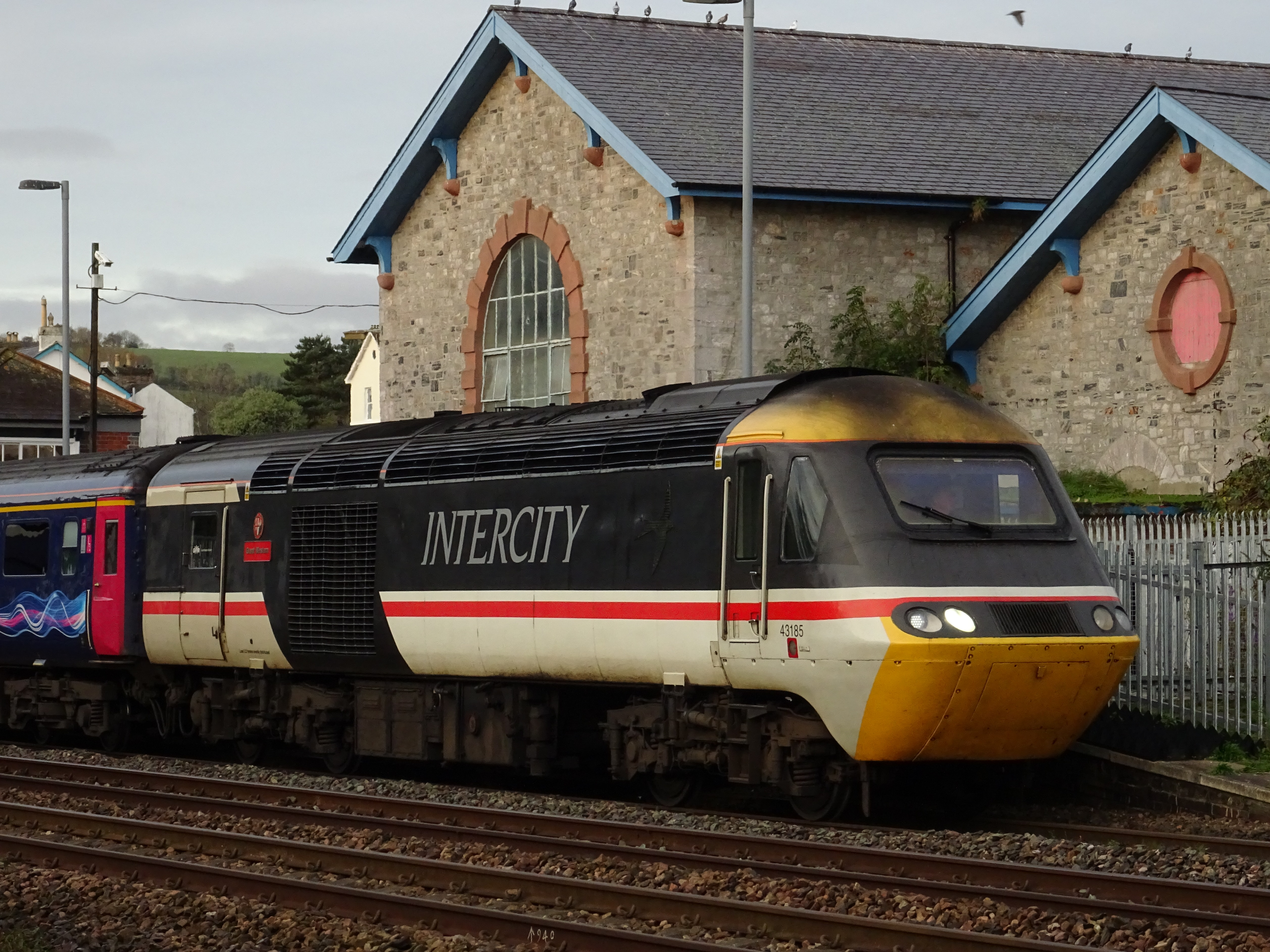
Locomotiva 43185 di Great Western Railway riportata in livrea Intercity Swallow

Gli HST presentavano sulle locomotive, oltre al logo di British Rail, la scritta InterCity 125. Nel 1983 i convogli iniziarono ad essere dotati di una nuova livrea dedicata ai servizi intercity, denominata Intercity Executive, che si distaccava dalla livrea bianca, gialla e blu di British Rail adottando uno schema grigio, bianco, giallo e arancione e mantenendo la scritta. Nel 1987 venne introdotta la livrea Intercity Swallow, simile alla Executive ma con il giallo applicato solo sulla parte frontale delle locomotive e senza la scritta Intercity 125 sulle motrici.

### Unità preservate
- Presso il National Railway Museum è conservata la locomotiva 43002[4], la prima unità di serie, e la 43102[11].
- La locomotiva 43018 è conservata presso il Crewe Heritage Centre.
- La compagnia Locomotive Services opera treni storici con le locomotive 43046, 43055, 43058, 43059 e 43083.
- Il gruppo di appassionati 125 Group è in possesso delle locomotive 43044[12], 43048, 43089, 43159[13] oltre alla locomotiva prototipo 41001 e alcune carrozze Mark 3.[14]

## Caratteristiche
Un convoglio era costituito originariamente da 2 locomotive Class 43 e 8 o 9 carrozze Mark 3; nel corso degli anni, con l’acquisizione dei treni da parte di imprese ferroviarie private, le composizioni variano da 4 a 9 carrozze.
Le locomotive erano originariamente dotate di motori Paxman Valenta da 2 500 hp (1 865 kW). Nel 1987 su 8 locomotive vennero installati due respingenti al posto della carenatura inferiore e un impianto per il comando a distanza affinché potessero essere utilizzate come vetture semipilota insieme alle locomotive Class 91 e ad alcune carrozze Mark 3, dal momento che le nuove vetture Mark 4 e le relative carrozze semipilota non erano ancora pronte per essere immesse in servizio. A partire dagli anni '90 alcune locomotive sono state riequipaggiate con motori Paxman VP185, dal 2005 al 2010 le restanti unità sono state rimotorizzate con motori MTU 16V4000 R41R.
Le carrozze Mark 3 sono lunghe 23 m e costruite in monoscocca con un rivestimento in acciaio.